# Sort (Unix)

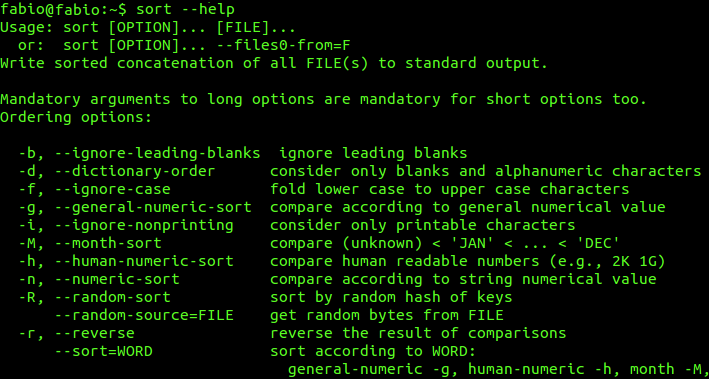
sort --help

sort è un comando dei sistemi operativi Unix e Unix-like, e più in generale dei sistemi POSIX, che legge uno o più file di testo (o lo standard input) e ne ordina le linee alfabeticamente oppure secondo il criterio specificato, producendo il risultato sullo standard output o su di un file. È un tipo di filtro. 
sort può anche verificare che le linee lette siano già ordinate secondo un certo criterio. In questo caso non produce risultati, ed il suo valore di uscita è pari a 0 se i dati risultano essere già ordinati, o maggiore di 0 se essi non lo sono.
sort può rimuovere direttamente le linee duplicate analogamente al comando uniq.

## Sintassi
La sintassi generale di sort è la seguente:
```
sort [
opzioni
] [--] [
file1
 [
file2
 …] ]
```

I parametri facoltativi file indicano i file di testo da cui leggere le linee da ordinare. Se sono specificati più file  essi sono ordinati individualmente, per poi unirne le linee in modo che il risultato finale sia a sua volta ordinato. Se non è specificato alcun file, le linee da ordinare sono lette dallo standard input.
Il doppio trattino -- (facoltativo) indica che i parametri successivi non sono da considerarsi opzioni.

## Opzioni
Tra le opzioni principali vi sono:
-cVerifica che le linee lette siano già ordinate secondo il criterio specificato. In questo caso il comando non produce messaggi, ed il valore di uscita è pari a 0 se i dati risultano essere già ordinati, o diverso da 0 se essi non lo sono.
-mAssume che i file specificati siano già ordinati, e procede ad unirne le linee.
-o nome_fileScrive il risultato nel file indicato invece che sullo standard output.
-uElimina dal risultato le linee duplicate (analogamente a quanto fatto dal comando uniq).
-fNon distingue tra caratteri maiuscoli e minuscoli.
-rInverte il senso di ordinamento, producendo i risultati a partire dal valore maggiore.
-nOrdina numericamente invece che alfabeticamente.
-iIgnora i caratteri non stampabili.
-k chiave_di_ordinamentoIndica una porzione della linea da usare come chiave per l'ordinamento. È possibile specificare questa opzione più volte per definire più chiavi di ordinamento  da usare in cascata.
-t carattereSpecifica il carattere da usare come separatore di campo (invece del valore predefinito) in caso di definizione di chiavi di ordinamento.
La versione GNU di sort offre tra le altre anche le seguenti opzioni: 
-gOrdina numericamente accettando anche i numeri riconosciuti dalla funzione della libreria standard del linguaggio C strtod() (ad es. numeri espressi in notazione scientifica).
-sEffettua un ordinamento stabile (a parità di chiavi di ordinamento conserva l'ordine originario delle linee).

## Chiavi di ordinamento
Tramite l'opzione -k è possibile definire una chiave di ordinamento su una porzione della linea. Specificando più opzioni -k è possibile definire più chiavi di ordinamento da usare in cascata.
La sintassi di una chiave di ordinamento è la seguente:
```
numero_campo_iniziale
[.
indice_primo_carattere
][
tipo
][,
numero_campo_finale
[.
indice_ultimo_carattere
][
tipo
]]
```

numero_campo_iniziale è un valore numerico che indica il numero del campo (partendo da 1) da includere nella chiave, e indice_primo_carattere è l'indice del primo carattere all'interno del campo che va preso in considerazione (partendo da 1).
Analogamente, numero_campo_finale, se specificato, indica l'ultimo campo da includere nella chiave, e indice_ultimo_carattere è l'indice dell'ultimo carattere di detto campo. 
Entrambi possono essere seguiti da tipo, che è un carattere che specifica il tipo di ordinamento da effettuare per il particolare campo (ad es. n per indicare un ordinamento numerico, f per indicare di non tenere conto della differenza tra maiuscole e minuscole, r per invertire l'ordinamento).
La divisione di una linea in campi è operata in base al carattere separatore specificato con l'opzione -t. In sua assenza viene considerato come separatore una qualsiasi sequenza di spazi.

## Esempi

### Ordinamento alfabetico
Ordina alfabeticamente per l'intera linea:
```
$ 
cat esempio.txt

Gianni		200
Alice		30
Carlo		100
Bruno		5

$ 
sort esempio.txt

Alice		30
Bruno		5
Carlo		100
Gianni		200
```

### Ordinamento numerico con chiave
Ordina numericamente usando come chiave il secondo campo:
```
$ 
cat esempio.txt

Gianni		200
Alice		30
Carlo		100
Bruno		5

$ 
sort -k 2 -n esempio.txt

Bruno		5
Alice		30
Carlo		100
Gianni		200
```

Ordina file e directory per dimensione decrescente (quinta colonna):
```
$ 
ls -l | sort -n -r -k 5

-rw-r--r-- 1 root root 1057  1 mar 20:12 ring+star
-rw-r--r-- 1 root root  727  1 mar 20:12 A_star
-rw-r--r-- 1 root root  535  1 mar 20:12 star2
-rw-r--r-- 1 root root  505  1 mar 20:12 spirals_and_stars
-rw-r--r-- 1 root root  503  1 mar 20:12 curves
-rw-r--r-- 1 root root  475  1 mar 20:12 simily
-rw-r--r-- 1 root root  458  1 mar 20:12 ring
-rw-r--r-- 1 root root  415  1 mar 20:12 stars
-rw-r--r-- 1 root root  387  1 mar 20:12 sprial
-rw-r--r-- 1 root root  377  1 mar 20:12 polys
```